# Alberto de Casso
Alberto de Casso Basterrechea (Madrid, 1963) es un dramaturgo y profesor español.

## Biografía
Licenciado en Filología Hispánica por la Universidad Complutense de Madrid, fue lector de español en la Universidad de Ghana (1993-1997) y es profesor de literatura en un centro de educación para adultos en la localidad madrileña de Fuenlabrada.
Alberto de Casso es un dramaturgo galardonado con algunos destacados e importantes premios de literatura dramática en España. Con Los viernes del Hotel Luna Caribe, ganó el Premio Calderón de la Barca en 1999, una obra de éxito también en Cuba; en 2001 publicó Harmattan, escrita tras su estancia en África cuatro años y que constituye una acerada crítica del neocolonialismo. En 2007 ganó el certamen internacional de teatro breve 'Ciudad de Requena'; al año siguiente logró el Premio Lope de Vega con Y mi voz quemadura y en 2009 obtuvo dos galardones: el Premio Escena Contemporánea con El cuerpo oculto y el Premio Alejandro Casona con La novia póstuma. En 2011 obtuvo el Premio Beckett de Teatro de la Fundación Valparaíso por La seducción del eunuco y en 2014 ganó tanto el Premio Teatro Calderón de Literatura Dramática, en su primera edición, con El ciclista utópico, como el Certamen Internacional Leopoldo Alas Mínguez para textos teatrales LGTB en su VII edición con La tarde muerta, obra escrita diez años antes.
Otras obras suyas son La catana, 2011 (ISBN 978-84-15147-13-8), Viaje a la ceniza de sillas y hombres, 2014 (ISBN 978-84-96837-24-9), Tres mujeres en África, 2014 (ISBN 978-84-15906-52-0) y  Y mi voz quemadura/Raquel y Rachid en Esperpento Ediciones Teatrales, 2016.